# Gårdstjärnen (Brunflo socken, Jämtland, 698812-145922)
Gårdstjärnen är en sjö i Östersunds kommun i Jämtland och ingår i Ljungans huvudavrinningsområde. Sjön har en area på 0,0707 kvadratkilometer och ligger 354,3 meter över havet. Sjön avvattnas av vattendraget Svedjebäcken.

## Delavrinningsområde
Gårdstjärnen ingår i det delavrinningsområde (698853-145999) som SMHI kallar för Utloppet av Gårdstjärnen. Medelhöjden är 391 meter över havet och ytan är 4,52 kvadratkilometer. Det finns ett avrinningsområde uppströms, och räknas det in blir den ackumulerade arean 5,62 kvadratkilometer. Svedjebäcken som avvattnar avrinningsområdet har biflödesordning 4, vilket innebär att vattnet flödar genom totalt 4 vattendrag innan det når havet efter 232 kilometer. Avrinningsområdet består mestadels av skog (86 procent). Avrinningsområdet har 0,15 kvadratkilometer vattenytor vilket ger det en sjöprocent på 3,3 procent.